# Wytschaete
Wytschaete,,, en néerlandais Wijtschate, est une section de la commune belge de Heuvelland située en Région flamande dans la province de Flandre-Occidentale. C'était une commune à part entière avant la fusion des communes de 1977.
Il s'y trouve le cimetière militaire de Spanbroekmolen, cimetière de la  Première Guerre mondiale.

## Démographie

### Évolution démographique

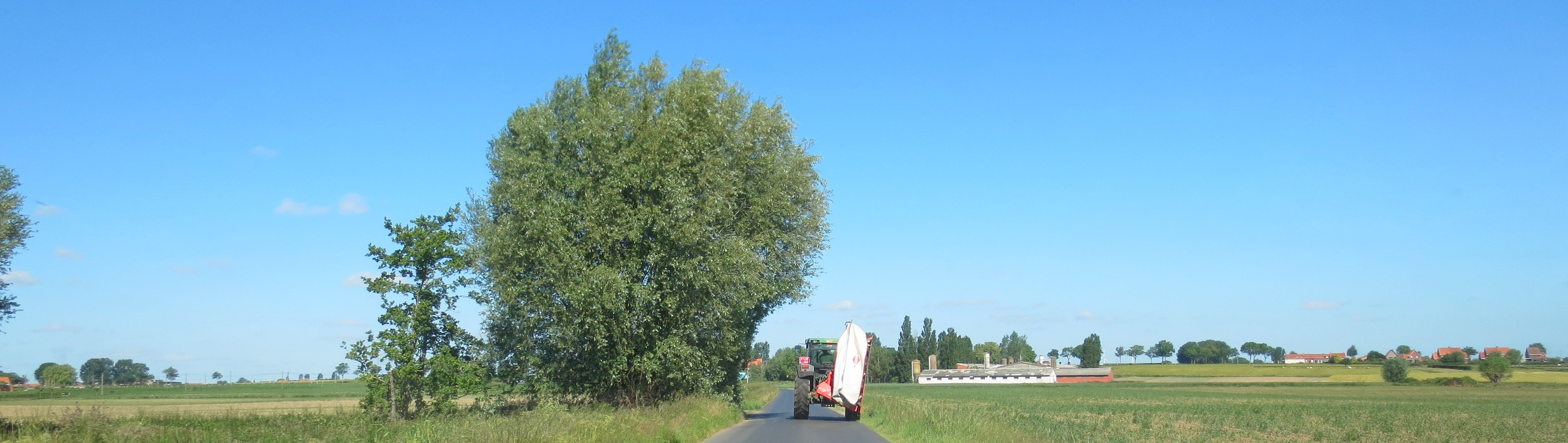
Wytschaete

- Sources : INS, Rem. : 1831 jusqu'en 1970 = recensements, 1976 = nombre d'habitants au 31 décembre[5].